# Obwód Wyrzysk Armii Krajowej
Obwód Armii Krajowej Wyrzysk – terenowa struktura Inspektoratu Bydgoszcz AK Podokręgu Północno-Zachodniego z Okręgu Pomorze AK.
Tworzenie struktur Obwodu Wyrzyskiego Armii Krajowej z ośrodkiem głównym w Nakle zainicjował przybyły z Torunia Antoni Kudliński, pseudonim „Zbyszko”, akcja werbunkowa rozpoczęła się na przełomie maja i czerwca 1942. Obwód podzielono na rejony w Nakle, Mroczy, Łobżenicy, Białośliwiu, Wyrzysku, Wysokiej i Sadkach, które posiadały własne dowództwo i podstawowe struktury organizacyjne. Ukształtowała się także Komenda Obwodu Wyrzyskiego AK, przyjmując kryptonim „Stodoła” lub „S-032”.

## Organizacja obwodu
- Dowódca – ppor. Benedykt Musiał ps. „Karol”
- Szef sztabu – por. Paweł Wrzeszcz, później plut. rez. Henryk Semrau ps. „Hermes”
- Szef łączności – kapr. Józef Malinowski ps. „Jerzy” (organizator zrzutowiska w Jadwiżynie koło Sadek).
- Łącznik z Inspektoratem w Bydgoszczy – Maria Centała ps. „Mela” oraz niejaki Ratajczak.
- Kwatermistrz – pchor. rez. Franciszek Górski
- Szef administracja – Zbigniew Olędzki
- Archiwum – ppor. rez. Brunon Kitkowski
- Szef kontrwywiadu – st. sierż. Straży Granicznej Wiktor Sikorski
- Komendantka Wojskowej Służby Kobiet Marta Aleksiewicz ps. „Józia” lub „Józef”

## Działalność dywersyjna
Na przełomie 1944/1945 Obwód Wyrzyski liczył ponad 900 zakonspirowanych członków. Działali w niezwykle trudnych warunkach, bez terenów leśnych i w otoczeniu wielu Niemców, a jednak prowadzili akcję sabotażową i ograniczoną dywersyjną. Z końcem lipca 1944 r. na zrzutowisku w Jadwiżynie przyjęto kuriera z Londynu Jana Nowaka-Jeziorańskiego, którego następnie odstawiono do Warszawy. Opiekowano się również skoczkami radzieckimi. W styczniu 1945 członkowie AK wspierali oswobodzenie Nakła i kierowali wojska radzieckie na niemieckie pozycje. Wielu z nich za konspiracyjną działalność trafiło później do więzień, między innymi, w Potulicach.

## Szare Szeregi w Obwodzie Wyrzysk
W styczniu 1943 na terenie Nakła zawiązana została konspiracyjna drużyna harcerska Szarych Szeregów, składająca się z dawnych nakielskich członków ZHP. Inicjatorem powstania drużyny był Stefan Adamski pseudonim „Ula”, a pierwszymi zaprzysiężonymi członkami drużyny zostali: Jan Boiński ps. „Rudy”, Teodor Polasik ps. „Skrzypek”, Julian Sytek ps. „Iskra”, Antoni Brzeziński ps. „Kruk”, Kazimierz Przegiętka ps. „Mały”, Jan Kapczyński ps. „Franek”, Tadeusz Różewicz ps. „Filareta”, Adam Sytek ps. „Pepin”, Czesław Gogołek ps. „Olszyna”, Marian Sytek ps. „Bolek”, Jan Jurkowski i Bogdan Marciniak.